# Jacques Blondel (Ökologe)

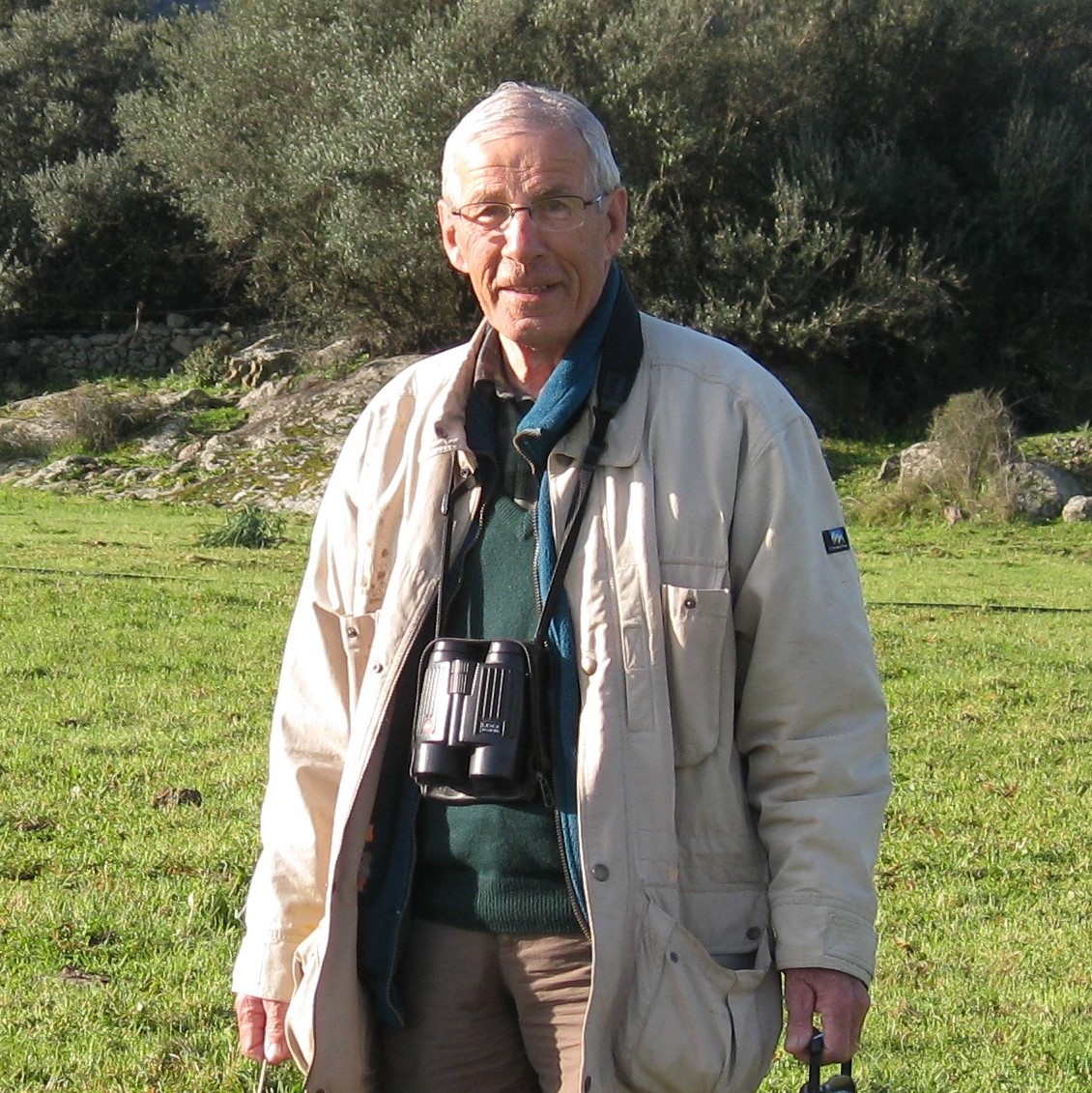
Jacques Blondel auf Korsika (2013)

Jacques Blondel (* 4. November 1936 in Dijon) ist ein französischer Ökologe, Ornithologe und Naturschützer. Er ist auf Populationsbiologie, insbesondere auf die Untersuchung der Biodiversität von Vögeln, spezialisiert.

## Leben
Blondel ist ein Enkel des Philosophen Maurice Blondel (1861–1949). Nach seinem Studium leistete er seinen Militärdienst als Offizier in Südalgerien, nahe Marokko. Er verbrachte dort 28 Monate und machte während des Algerienkriegs naturkundliche Beobachtungen, über die er mehrere Artikel schrieb, die in den Zeitschriften Alauda und La Terre et la Vie veröffentlicht wurden. Seine akademische Laufbahn wurde durch seine Anstellung beim Centre national de la recherche scientifique (CNRS), an der biologischen Station Tour du Valat in der Camargue, im Jahr 1963 geprägt. Sein Postgraduierten-Diplom erhielt er 1967 an der Universität Dijon (die heutige Universität von Burgund), 1969 promovierte er mit der Dissertation Synécologie des passereaux résidents et migrateurs dans un échantillon de la région méditerranéenne française unter der Leitung von François Bourlière zum Doktor.
Anschließend wurde er zum Leiter eines vom CNRS neu gegründeten Labors in der Camargue, dem Centre d’écologie de Camargue, berufen, das er nach vier Jahren verließ, um sich dem Institut de botanique der Universität Montpellier anzuschließen. 1981 wurde er zum Forschungsdirektor des Centre d’études phytosociologiques et écologiques in Montpellier (CEPE), dem heutigen Centre d’écologie fonctionnelle et évolutive (CEFE), ernannt. 2002 erfolgte seine Emeritierung. Blondel erarbeitete sich dort einen internationalen Ruf als Evolutionsökologe und Ornithologe. Er betrieb Studien, in denen er die biologische Vielfalt von Avifaunen auf der Grundlage von lokalen Meisenpopulationen bestimmte.
Die Lektüre des Buches Theory of Island Biogeography von Robert H. MacArthur und Edward O. Wilson (1967) führte zu einem inhaltlichen Wendepunkt in der Forschungstätigkeit von Jacques Blondel und motivierte ihn dazu, sich auf das Studium der Meisenpopulationen auf dem europäischen Festland und auf Korsika zu konzentrieren.
In Zusammenarbeit mit François Bourlière und Robert Barbault war Blondel an der rasanten Entwicklung der Evolutionsbiologie in Frankreich beteiligt.
Von 1971 bis 2010 unterrichtete er Populationsbiologie und evolutionäre Biogeographie auf postgradualer Ebene im Fachbereich Evolutionswissenschaften und Ökologie der Fakultät für Wissenschaft und Technik an der Universität Montpellier II.
Als im Jahr 2000 das französische Institut für Biodiversität gegründet wurde, wurde Blondel zum Präsidenten der wissenschaftlichen Kommission ernannt, eine Position, die er bis 2004 innehatte.
2006 war Blondel Präsident des Internationalen Ornithologischen Kongresses in Hamburg.
Blondel ist Autor mehrerer Bücher über Evolutionsbiologie, Ökologie und Biogeographie und hat fast 300 wissenschaftliche Artikel zu verschiedenen Themen veröffentlicht, die von der Ökologie von Gemeinschaften bis zur Populationsgenetik reichen, einschließlich der Evolution von lebensgeschichtlichen Merkmalen, phänotypischer Formbarkeit, Wirt-Parasit-Beziehungen sowie lokaler Anpassung. Er widmet sich auch den theoretischen Problemen der Evolutionsökologie und interessiert sich für die Geschichte der Evolutionswissenschaft und Ökologie.

## Auszeichnungen
1961 erhielt Blondel das Croix de la Valeur militaire. 1980 wurde er mit der Silbermedaille des Centre national de la recherche scientifique ausgezeichnet. 1999 wurde er zum Mitglied der Academia Europaea gewählt. 2004 erhielt er die Ehrendoktorwürde der Université Catholique de Louvain. 2009 wurde er mit dem Grand Prix der Société française d’écologie geehrt.

## Schriften (Auswahl)
- Biogéographie et Écologie. Masson, Paris, 1979
- (mit P. Isenmann): Guide des oiseaux de Camargue. Delachaux et Niestlé, Lausanne, 1981
- Biogéographie évolutive. Masson, Paris, 1986
- (mit A. Gosler, J. D. Lebreton und R. McCleery): Population Biology of Passerine Birds. An integrated Approach. NATO ASI Series G, Bd. 24. Springer-Verlag, Heidelberg, 1990
- Biogéographie, approche écologique et évolutive. Paris, Masson, 1995
- (mit James Aronson): Biology and Wildlife in the Mediterranean Region. Oxford University Press, Oxford, 1999
- (mit James Aronson, Jean-Yves Bodiou und Gilles Bœuf): The Mediterranean region. Biological Diversity in space and time. Oxford Univ. Press, Oxford, 2010
- L’Archipel de la vie. Essai sur la diversité biologique et une éthique de sa pratique. Buchet/Chastel, 2012
- (mit Guy Barruol und R. Vianet):  L’Encyclopédie de la Camargue. Nature et Culture dans le delta du Rhône. Buchet-Chastel, 2013
- (mit Michel Gauthier-Clerc und F. Mesléard): Sciences de la conservation. De Boeck, Louvain-la-Neuve, 2014
- (mit J. Lhoir): Changements globaux: Défis ou Opportunités pour les oiseaux?, 2015